# Astra Cinematografica
La Astra Cinematografica è stata una casa di produzioni cinematografiche italiana.

## Storia
Era specializzata in film documentari. Famosi registi hanno firmato la produzione documentaristica dell'Astra, fra cui Damiano Damiani, Romolo Marcellini, Vittorio Gallo, Vittorio De Seta.
Vinse diversi premi cinematografici con le sue produzioni, come il Premio Speciale della Giuria all'8º Festival di Cannes, l'Orso d'argento al Festival internazionale del cinema di Berlino e il David di Donatello.